# Malaxis robinsonii
Malaxis robinsonii là một loài thực vật có hoa trong họ Lan. Loài này được (Ridl.) J.B.Comber mô tả khoa học đầu tiên năm 2001.